# إقليم راجشاهي
إقليم راجشاهي (بالبنغالية: রাজশাহী বিভাগ) هو أحد الأقاليم الإدارية الثمانية في بنغلاديش. تبلغ مساحته 18,174.4 كيلومتر مربع (7,017.2 ميل2) وبلغ عدد سكانه 20,353,119 نسمة في تعداد 2022. يتكون إقليم راجشاهي من 8 مقاطعات و70 مقاطعة فرعية و 1,092 من مجالي الاتحاد. تقع عاصمة الإقليم راجشاهي على بعد ست ساعات فقط من عاصمة بنغلاديش دكا.
حكم المنطقة تاريخيًا العديد من الإقطاعيين من الراجا والمهراجا والزميندار. كان الإقليم يتألف سابقًا من 16 مقاطعة حتى أنشئ إقليم رنكبور في عام 2010.

## السكان
بلغ عدد سكان الإقليم 20,351,864 نسمة في تعداد بنغلاديش لعام 2022. يشكل المسلمون 93.71٪ من السكان أي 19,071,092 نسمة، بينما يمثل الهندوس 5.70٪ أي 1,159,152 نسمة. أما الديانات الأخرى مثل المسيحية وديانات السكان الأصليين فتشكل 0.59٪ من إجمالي السكان.
| الدين في إقليم راجشاهي (2022) | الدين في إقليم راجشاهي (2022) | الدين في إقليم راجشاهي (2022) | الدين في إقليم راجشاهي (2022) | الدين في إقليم راجشاهي (2022) |
| ----------------------------- | ----------------------------- | ----------------------------- | ----------------------------- | ----------------------------- |
| الدين                         | الدين                         |                               | النسبة                        | النسبة                        |
| الإسلام                       | الإسلام                       |                               | 93.71%                        | 93.71%                        |
| الهندوسية                     | الهندوسية                     |                               | 5.70%                         | 5.70%                         |
| المسيحية                      | المسيحية                      |                               | 0.41%                         | 0.41%                         |
| أخرى                          | أخرى                          |                               | 0.18%                         | 0.18%                         |

## التعليم
المعاهد التعليمية الرئيسية في الإقليم هي:
- جامعة راجشاهي (RU)
- جامعة راجشاهي للهندسة والتكنولوجيا (RUET)
- جامعة شمال البنغال الدولية (NBIU)
- جامعة شاه مخدوم للإدارة (SMMU)
- كلية راجشاهي الطبية (RMC)
- كلية مدينة راجشاهي الحكومية
- كلية الشهيد ضياء الرحمن الطبية، بغورة
- كلية جويبورهات الحربية للبنات، جويبورهات
- كلية راجشاهي
- كلية راجشاهي الحربية
- كلية عزيز حق، بغورة
- مدرسة بغورة زيلا
- مدرسة بابنا زيلا
- كلية بابنا الحربية
- كلية بابنا لهندسة النسيج
- كلية إدوارد الحكومية، بابنا
- جامعة بابنا للعلوم والتكنولوجيا
- كلية بابنا الطبية، بابنا
- كلية جويبورهات الحكومية
- كلية الشهيد محمد منصور علي الطبية، سراج غانج
- معهد المختبر الحكومي راجشاهي العالي
- مدرسة راجشاهي الكلية (RCS)، راجشاهي

## أعلام
- منتظر رحمان أكبر صانع أفلام.[11]
- سيف الله أعظم طيار مقاتل وعضو في البرلمان عن بابنا-3 من 1991 إلى 1996.[12]
- ولد منظور علم بيك مصور.[13]

## روابط خارجية
- E-Rajshahi, An online portal for information and government services managed by Rajshahi City Corporation.
- UttorbongoProtidin.Com 24/7 Bengali and English Popular Newsportal from Bangladesh.